# أنطوان فولون
أنطوان فولون (بالفرنسية: Antoine Vollon)، الثالث والعشرون أبريل 1833 - 27 أغسطس 1900)، كان رساما فرنسيا ينتمي إلى تيار الواقعية، أُشتُهِر بلوحاته حول الطبيعة الصامتة، فن التصوير الطبيعي، ورسم الأشخاص. خلال حياته، كان فولون شخصية مشهورة وناجحة، كان أيضا يتمتع بسمعة ممتازة، وكان يُطلَق عليه اسم "رسام الرسامين". في عام 2004، اقترح معرض فيلدنشتاين أو كما يسمى (معرض السرعة) في نيويورك آنذاك أن “مكانته في تاريخ الرسم الفرنسي لم يتم تقييمها كما ينبغي".